# STOUT
『STOUT』（スタウト）は、日本のバンド、ストレイテナーのセルフカバー・アルバム。2011年1月12日発売。発売元はEMIミュージック・ジャパン。

## 概要
- 10曲中9曲が3人時代の楽曲を自分たちでアレンジ、再録したセルフカバー集である。
- 収録曲のほとんどで全楽器同時一発録音をした。初回限定盤には、一発録音のレコーディング風景を収録したDVDが付いている。
- ジャケットのイラストは大山が手がけている。
- 発売日である2011年1月12日の21時からUSTREAMで『USTREAM LIVE "STUDIO STOUT"』が放送され、『STOUT』に収録されている楽曲を収録曲順で演奏した。

## 収録曲
- 全作詞/作曲：ホリエアツシ

1. VANISH
  - 本アルバム中唯一の新曲で、リードトラックである。次作『STRAIGHTENER』には「Prototype」バージョンで収録。
  - PVにはthe telephonesが出演している。また、another sunnydayの楽曲「Prelude」のPVとリンクしている。
2. BERSERKER TUNE
  - メジャー6thシングル。原曲よりもテンポアップしたアレンジであり、2010年のライブからこのアレンジで演奏されている。
3. SPEEDGUN
  - メジャー1stシングル「TRAVELING GARGOYLE」c/w。
4. SING
  - メジャー2ndシングル「TENDER」c/w。
5. A SONG RUNS THROUGH WORLD
  - メジャー1stアルバム「LOST WORLD'S ANTHOLOGY」収録曲。
6. FREEZING
  - メジャー1stアルバム「LOST WORLD'S ANTHOLOGY」収録曲。
7. PLAY THE STAR GUITAR
  - メジャー3rdシングル。
8. BIRTHDAY
  - メジャー4thアルバム「LINEAR」収録曲。ホリエ曰く「今作のレコーディングで最高傑作と言っても良い手応え」。
9. CLARITY
  - メジャー4thアルバム「LINEAR」収録曲。原曲が打ち込みを使ったアレンジだったのに対し、今作ではライブ仕様にアレンジされている。
10. TODAY
  - メジャー2ndミニアルバム「Immortal」収録曲。リズムが4つ打ちになった。また、サビの歌詞の一部が変更されている。

## 演奏
- ホリエアツシ：Vocal, Guitar, Synthesizer
- 大山純：Guitar
- 日向秀和：Bass
- ナカヤマシンペイ：Drums